# Orde van eiken- en beukenbossen op voedselarme grond
De orde van eiken- en beukenbossen op voedselarme grond (Quercetalia roboris) is een orde uit de klasse van eiken- en beukenbossen op voedselarme grond (Quercetea robori-petraeae). De orde omvat bosplantengemeenschappen die voorkomen op zure, oligotrofe zandgronden, en gedomineerd wordt door loofbomen en bladmossen.

## Naamgeving en codering
| Quercetalia roboris-petraeae Tx. 1931                              |
| Quercetalia robori-sessiliflorae Br.-Bl. & Tx. 1943 nom. nud.      |
| Quercetalia robori-sessiliflorae (Tx. 1931) Br.-Bl. 1950 nom. nud. |

- Frans: Communautés acidiphiles collinéennes atlantiques et continentales
- Duits: Bodensaure Eichen-Mischwälder
- Engels: Oak forests on acid soils
- Syntaxoncode voor Nederland (rVvN): r45A

De wetenschappelijke naam Quercetalia roboris is afgeleid van de botanische naam van een belangrijke soort binnen deze klasse, de zomereik (Quercus robur).

## Kenmerken
Voor de kenmerken van deze orde, zie de klasse van eiken- en beukenbossen op voedselarme grond.

## Onderliggende syntaxa in Nederland en Vlaanderen
De orde van eiken- en beukenbossen op voedselarme grond wordt in Nederland en Vlaanderen vertegenwoordigd door een tweetal verbonden.
- - zomereik-verbond (Quercion roboris)
    - hondstong-eikenbos (Cynoglosso-Quercetum roboris)
    - gaffeltandmos-eikenbos (Dicrano-Quercetum roboris)
    - berken-eikenbos (Betulo-Quercetum roboris)
    - beuken-eikenbos (Fago-Quercetum)
    - bochtige smele-beukenbos (Deschampsio-Fagetum)
    - duin-eikenbos (Convallario-Quercetum dunense)

  - verbond van veldbies-beukenbossen (Luzulo-Fagion)
    - veldbies-beukenbos (Luzulo luzuloides-Fagetum)

## Diagnostische taxa voor Nederland en Vlaanderen
Deze orde heeft voor Nederland en Vlaanderen geen specifieke kentaxa. Voor een overzicht van de voornaamste ken- en begeleidende soorten van de klasse, zie de klasse van eiken- en beukenbossen op voedselarme grond.